# Filep Karma
Pour les articles homonymes, voir Karma (homonymie).
Filep Karma, né le 14 août 1959 à Biak (Nouvelle-Guinée néerlandaise) et mort le 1er novembre 2022 à Jayapura (Papouasie), est un militant politique indonésien, partisan de l'indépendance de la Papouasie occidentale.
Il a été condamné en 1999 et en 2005 à des peines de prison, et considéré par Amnesty International comme prisonnier d'opinion.

## Biographie
Son père, Andreas Karma, travaillait dans l’administration coloniale néerlandaise, puis il a exercé des fonctions identiques après que les Indonésiens ont pris le contrôle de la Papouasie occidentale. Son cousin Constant Karma était l’adjoint du gouverneur de Papua.
Filep Karma a étudié les sciences politiques à l'université de Solo, plus tard il a travaillé en tant que fonctionnaire de l'Éducation nationale à Jayapura. De 1997 à 1998 il vivait à Manille, ayant reçu une bourse. Après son retour à Indonésie il a rejoint le mouvement séparatiste papouasien. Il participé à une grande manifestation à Biak en juillet 1998. Celle-ci a été férocement réprimée le 6 juillet 1998 par les forces militaires indonésiennes qui ont tué, torturé, violé et mutilé un grand nombre de personnes. Filep Karma, blessé lors de cet événement, a été arrêté et est resté emprisonné jusqu’au 3 octobre 1998.
En janvier 1999 il a été condamné à six ans et six mois de prison, proclamé coupable de trahison. Cependant, son appel a été accepté et il a été libéré le 20 novembre 1999.

### Lever du drapeau et incarcération arbitraire

Le drapeau de l'Étoile du matin, utilisé par les partisans de l'indépendance papoue.

Le 1er décembre 2004, Filep Karma a participé à une nouvelle cérémonie de lever du drapeau papou, à la date anniversaire du départ des néerlandais de Papouasie occidentale. La police l'a arrêté sur le lieu de la cérémonie et l'a par la suite inculpé de « rébellion ».
Le 26 mai 2005, le tribunal de district de Jayapura a déclaré : « Filep Karma coupable de sédition et de conspiration en vue de sédition, ainsi que d'infractions à l'ordre public » (affaire n° 21/PID/2005/PT.JPR, 11 juillet 2005). Il a été condamné à quinze ans d'emprisonnement, une peine trois fois supérieure à celle réclamée par le procureur. La Haute cour de Jayapura et la Cour suprême indonésienne ont confirmé le verdict le 11 juillet 2005 et le 27 octobre 2005, respectivement.
Amnesty International l'a adopté comme prisonnier d'opinion et mène des campagnes en faveur de sa libération.
Le groupe de travail du Conseil des droits de l'homme des Nations unies sur les détentions arbitraires a rendu le 2 septembre 2011 un avis dans lequel il indique que : « La privation de liberté de Filep Karma est arbitraire et contraire aux articles 9, 10, 11, 19 et 20 de la Déclaration universelle des droits de l'homme et aux articles 9, 14, 19, 21 et 22 du Pacte international relatif aux droits civils et politiques » et demande au gouvernement indonésien de prendre les mesures nécessaires pour remédier à la situation, notamment en libérant immédiatement Filep Karma et en lui apportant une réparation appropriée.
Filep Karma est détenu à la prison d'Abepura à Jayapura. Il est libéré de prison le 19 novembre 2015.